# Otto Kirchheimer
Otto Kirchheimer (* 11. November 1905 in Heilbronn; † 22. November 1965 in Washington, D.C.) war ein sozialistisch geprägter deutsch-US-amerikanischer Staats-/Verfassungsrechtler und Politologe, der in Deutschland, Frankreich und den Vereinigten Staaten wirkte. Er gilt als einer der wichtigsten deutschen Staats- und Verfassungstheoretiker.

## Leben
Otto Kirchheimer stammte aus einer jüdischen Familie. Er besuchte von 1912 bis 1924 die Schule in Heilbronn, Heidelberg und Ettenheim. Im Anschluss studierte er Jurisprudenz und Soziologie in München, Köln, Berlin und Bonn. 1928 schloss er sein Studium mit einem Doktorgrad (Dr. jur., magna cum laude) der Universität Bonn ab. Er war von Carl Schmitt mit der Arbeit Zur Staatslehre des Sozialismus und Bolschewismus promoviert worden. In Bonn galt Kirchheimer als „Lieblingsschüler“ Schmitts. In der NS-Zeit wurde Kirchheimer der Doktorgrad aberkannt, worüber Aufzeichnungen im Krieg verloren gingen. 2023 wurde Kirchheimer von der Universität Bonn rehabilitiert, nachdem sie auf diesen Umstand aufmerksam geworden war.
Schon in seinen Jugendjahren bekannte sich Kirchheimer zu seiner sozialistischen Gesinnung. Später war er Mitglied der Sozialdemokratischen Partei Deutschlands.
Von 1930 bis 1933 war Kirchheimer Mitarbeiter der sozialdemokratischen Zeitschrift Die Gesellschaft und Dozent für Politikwissenschaft an der Handelshochschule. 1932 bis 1933 arbeitete er zudem als Anwalt in Berlin.
In der Zeit der Weimarer Republik trat der junge Kirchheimer mit Aufsehen erregenden Analysen über das Verhältnis von sozialer Struktur und Verfassung hervor. Vieldiskutiert war vor allem sein 1930 erschienener Aufsatz Weimar und was dann? Entstehung und Gegenwart der Weimarer Verfassung, in dem Kirchheimer die Weimarer Verfassung als eine nicht zukunftsfähige Staatsgrundlage beschrieben hatte.
Zusammen mit Ernst Fraenkel und Franz Leopold Neumann stand Kirchheimer zunächst dem konservativen Staatsrechtler Carl Schmitt nahe. 1932 veröffentlichte Kirchheimer in der sozialistischen Zeitschrift Die Gesellschaft einen Aufsatz mit dem Titel Legalität und Legitimität (Die Gesellschaft, Band 2, Heft 7, 1932). Carl Schmitt übernahm diesen Titel für eine berühmte, im September 1932 erschienene gleichnamige Schrift. Er bezog sich dabei ausdrücklich lobend auf Kirchheimer. Auch an anderer Stelle hatte Schmitt Kirchheimer wiederholt zitiert. So schrieb er 1929 in einem Aufsatz über den Faschismus: „In hochentwickelten Industriestaaten […] ist die innerpolitische Lage ganz beherrscht von dem Phänomen der ‚sozialen Gleichgewichtsstruktur‘ zwischen Kapital und Arbeit, Arbeitgeber und Arbeitnehmer. Dieses Phänomen, wohl von Otto Bauer zuerst erkannt und benannt, ist dann von O. Kirchheimer in einem interessanten Aufsatz in der Zeitschrift für Politik (Band 17, 1928, S. 596) staats- und verfassungstheoretisch behandelt worden.“ (Carl Schmitt: Wesen und Werden des faschistischen Staates. In: Ders.: Positionen und Begriffe, 1940, S. 124–130, hier S. 127). In Legalität und Legitimität schrieb Schmitt: „Deshalb halte ich die Formulierung des Aufsatzes von Otto Kirchheimer über Legalität und Legitimität (Die Gesellschaft, Juli 1932) für richtig, der sagt, daß die Legitimität der parlamentarischen Demokratie ‚nur noch in ihrer Legalität besteht‘ und heute ‚offensichtlich die legale Schranke gleichgesetzt wird mit Legitimität‘“ (Carl Schmitt: Legalität und Legitimität, S. 14). Kirchheimer revanchierte sich seinerseits durch positive Bezugnahmen auf Schmitt. So hieß es in einem Aufsatz von 1932: „Wenn eine spätere Zeit den geistigen Bestand dieser Epoche sichtet, so wird sich ihr das Buch von Carl Schmitt über Legalität und Legitimität als eine Schrift darbieten, die sich aus diesem Kreis sowohl durch ihr Zurückgehen auf die Grundlagen der Staatstheorie als auch durch ihre Zurückhaltung in den Schlussfolgerungen auszeichnet.“ (Verfassungsreaktion, 1932. In: Die Gesellschaft, Band 9, 1932, S. 415 ff.)
Nach der Machtergreifung der Nationalsozialisten emigrierte der sozialistische Jude Kirchheimer nach Paris. Hier war er vier Jahre lang als Wissenschaftler im französischen Zweig des Internationalen Instituts für Sozialforschung (Horkheimer-Institut) tätig. Er begann mit der Neubearbeitung von Georg Rusches Punishment and Social Structure. Die Rusche-Kirchheimer-Version von Punishment and Social Structure wurde 1939 als erste englischsprachige Schrift des Instituts veröffentlicht. Kirchheimer war mit der Umarbeitung vom Winter 1937 bis Sommer 1938 beschäftigt. Mit seinem Lehrer Carl Schmitt, der im nationalsozialistischen Deutschland zum „Kronjuristen des Dritten Reiches“ aufgestiegen war, hatte Kirchheimer gebrochen.
Am 11. November 1937 emigrierte Kirchheimer mit seiner Frau Hilde Kirchheimer und seiner Tochter Hanna (geb. 1930) in die Vereinigten Staaten. Die Ehe wurde dort allerdings 1941 geschieden. In New York setzte Kirchheimer seine Arbeit für das International Institute of Social Research als Wissenschaftlicher Assistent für Recht und Sozialwissenschaften fort, 1937 bis 1942. Parallel war er Dozent für das Institutsprogramm an der Columbia University.
1943 zog Kirchheimer mit seiner zweiten Frau, Anne Rosenthal, nach Washington, D.C., wo 1945 ihr gemeinsamer Sohn Peter geboren wurde. Der Jurist arbeitete zunächst ein Jahr (1943 bis 1944) in Teilzeit, dann von 1944 bis 1952 in Vollzeit als Research Analyst in der Research and Analysis Branch des U.S. Office of Strategic Services (OSS), einem Vorläufer der CIA. Am 16. November 1943 erhielt Kirchheimer die amerikanische Staatsbürgerschaft. Er war Gastdozent für Soziologie am Wellesley College (1943). Daneben arbeitete er als Dozent an der American University (1951 bis 1952) und an der Howard University (1952 bis 1954). Von 1952 bis 1956 war Otto Kirchheimer Chef der Zentraleuropa-Sektion des Dienstes im State Department. Kirchheimer verließ das OSS und nahm eine Gastprofessur an der Graduate Faculty of the New School for Social Research an (1954). Im nächsten Jahr wurde er dort ordentlicher Professor für Political Science (bis 1961). Hier schrieb er sein Buch Political Justice. The Use of Legal Procedures for Political Ends, das 1961 abgeschlossen war. 1960 bis 1965 war Kirchheimer Professor für Political Science an der Columbia University. Von 1961 bis 1962 war er zudem Fulbright Professor an der Universität Freiburg.
Am 22. November 1965 starb Kirchheimer an einem Herzanfall, als er am Dulles Airport ein Flugzeug besteigen wollte. Er wurde am 18. Januar 1966 auf dem Jüdischen Friedhof in Heilbronn beigesetzt.

## Werk
Otto Kirchheimer verstand sich selbst als „Hersteller politischer Analysen“, dessen Ziel es war, „Regierungssysteme in voller Aktivität zu dechiffrieren, zu diagnostizieren oder in seinem Geist bessere für sie zu substituieren“.
Seine publizistischen Aktivitäten begann Kirchheimer als Jungsozialist in der Weimarer Republik. Schwerpunkt seiner Arbeiten war hier das Verhältnis von Verfassung und Sozialstruktur sowie die Analyse der gesellschaftlichen Kräfteverhältnisse und deren Auswirkung auf das Staatsrecht. Er untersuchte an verschiedenen Beispielen die Spannung zwischen politischer „Legalordnung“ und ökonomischer „Machtordnung“. Mit Carl Schmitt teilte Kirchheimer die Ablehnung des Parlamentarismus und die Kritik am Pluralismus. Kirchheimer wird daher auch dem „linken Schmittianismus“ zugerechnet. Wilhelm Hennis hatte die Übereinstimmung zwischen beiden Denkern auf die prägnante Formel gebracht: „Schmitts Methoden für linke Zwecke“. Für Kirchheimer und Schmitt war ein parlamentarischer Konsens im Klassenstaat prinzipiell unmöglich. Das Majoritätssystem war für beide an die Voraussetzung der Homogenität gebunden, weil andernfalls nicht das Parlament über die Politik entscheide, sondern ökonomische Machtkomplexe. Die Weimarer Verfassung betrachtete Kirchheimer nur als Episode. Sie sei ein überkommener Rechtsmechanismus, der zwangsläufig an den realen Machtverhältnissen scheitern müsse. Daher stellte er bereits 1930 die Frage: „Weimar und was dann?“
Nach der Machtergreifung der Nationalsozialisten verlagerte sich der Schwerpunkt von Kirchheimers Arbeiten auf die Analyse des „deutschen Faschismus“. Dabei stellte sich Kirchheimer ausdrücklich gegen die These vom Doppelstaat, die sein Mitstreiter aus Weimarer Tagen, Ernst Fraenkel, aufgestellt hatte. Auch wandte er sich gegen die Auffassung der Frankfurter Schule, nach der der nationalsozialistische Primat der Politik den Monopolkapitalismus in einen Staatskapitalismus verwandelt habe. Ähnlich wie in Franz Leopold Neumanns Behemoth. Struktur und Praxis des Nationalsozialismus 1933–1944 existieren auch bei Kirchheimer vom Staat abgekoppelte Hoheitsbereiche, deren Politik vom Machtkampf unterschiedlicher Machtgruppen bestimmt wird. Wie bei Neumann kann es also auch für Kirchheimer im Nationalsozialismus keine strukturell einheitliche Staatsgewalt geben, das Dritte Reich erscheint somit als „Unstaat“. Laut Kirchheimer bemächtigen sich – wieder schmittianisch gedacht – die gesellschaftlichen Gruppen des Staates und seiner Funktionen, die sie unter sich aufteilen. So entstünde ein Neben- und Gegeneinander unterschiedlicher Machtkomplexe, bei dem die Frage der verbindlichen Entscheidungskompetenz offen bliebe.
Für Kirchheimer bestand der gesellschaftliche Auftrag des Nationalsozialismus darin die kapitalistische Wirtschaftsordnung zu schützen und damit den Interessen eine „hauchdünnen Oberschicht“ zu dienen. Er beobachtete das sich die Reihen der besitzenden Klasse, die die Produktionsmittel kontrollierte, infolge von Konzentration, Arisierung, Auskämmungsgesetzgebung, Quoten-Restriktionen und Betriebsstilllegung lichteten, doch das Ziel aller politischen Maßnahmen des nationalsozialistischen Herrschaftssystems hätten in letzter Instanz der Verewigung der kapitalistischen Eigentumsstruktur gedient.
In der Nachkriegszeit waren die Themenschwerpunkte Kirchheimers die Analyse der deutschen und zentraleuropäischen Nachkriegsentwicklung und die Untersuchung der Formen und Wirkungen „Politischer Justiz“. In seinem gleichnamigen Spätwerk beschrieb Kirchheimer das Problem der rechtsstaatlichen Erschleichung von politischer Ausgrenzung durch normales Gesetz bzw. der „Verwendung juristischer Verfahrensmöglichkeiten zu politischen Zwecken“, wie auch der Untertitel der Untersuchung lautete. Von Politischer Justiz sprach Kirchheimer, „wenn Gerichte für politische Zwecke in Anspruch genommen werden, so dass das Feld politischen Handelns ausgeweitet und abgesichert werden kann. Die Funktionsweise der politischen Justiz besteht darin, dass das politische Handeln von Gruppen und Individuen der gerichtlichen Prüfung unterworfen wird. Eine solche gerichtliche Kontrolle des Handelns strebt an, wer seine eigene Position festigen und die seiner politischen Gegner schwächen will.“ (Politische Justiz, S. 606).
Kirchheimer war einer der Nestoren der vergleichenden Parteienforschung. Seine Schriften zur Transformation westeuropäischer Parteiensysteme, mit der in ihr enthaltenen These eines Trends zur Allerweltspartei („Catch-All-Party“) und einem damit einhergehenden „Verfall der Opposition“, gelten als Meisterwerke des Fachs. Im Zuge einer Entideologisierung, so die These Kirchheimers, näherten sich die großen Parteien der westeuropäischen Länder einander an, und die „Weltanschauungsparteien“ auf konfessioneller oder klassenstruktureller Basis wandelten sich zu Allerweltsparteien.
Obgleich Kirchheimer nach 1945 nicht nach Deutschland zurückkehrte, übten seine Theorien auch in Deutschland einen erheblichen Einfluss auf die Konstituierung der Politikwissenschaft aus.

## Gesammelte Schriften
An der Universität Greifswald wurde von 2015 bis 2020 unter der Leitung von Hubertus Buchstein eine Ausgabe der Gesammelten Schriften Kirchheimers in sechs Einzelbänden erarbeitet, der letzte Band wird 2021 erscheinen. Das Editionsprojekt wurde für den Zeitraum Oktober 2015 bis September 2018 aus Mitteln der Deutschen Forschungsgemeinschaft (DFG) gefördert.
Es erschienen die folgenden Bände:
- Otto Kirchheimer: Gesammelte Schriften. Band 1: Recht und Politik in der Weimarer Republik, hrsg. v. Hubertus Buchstein, Baden-Baden 2017, ISBN 978-3-8487-3928-8.
- Otto Kirchheimer: Gesammelte Schriften. Band 2: Faschismus, Demokratie und Kapitalismus, hrsg. v. Hubertus Buchstein und Henning Hochstein, Baden-Baden 2018, ISBN 978-3-8487-4732-0.
- Otto Kirchheimer: Gesammelte Schriften. Band 3: Kriminologische Schriften, hrsg. v. Hubertus Buchstein und Lisa Klingsporn, Baden-Baden 2019, ISBN 978-3-8487-4733-7.
- Otto Kirchheimer: Gesammelte Schriften. Band 4: Politische Justiz und Wandel der Rechtsstaatlichkeit, hrsg. v. Lisa Klingsporn, Merete Peetz und Christiane Wilke, Baden-Baden 2019, ISBN 978-3-8487-4734-4.
- Otto Kirchheimer: Gesammelte Schriften. Band 5: Politische Systeme im Nachkriegseuropa, hrsg. von Hubertus Buchstein und Moritz Langfeldt unter Mitarbeit von Henning Hochstein, Lisa Klingsporn und Merete Peets, Baden-Baden 2020, ISBN 978-3-8487-4735-1.
- Otto Kirchheimer: Gesammelte Schriften. Band 6: Politische Analysen für das OSS und Department of State, hrsg. v. Henning Hochstein und Frank Schale, Baden-Baden 2021, ISBN 978-3-8487-4736-8.

## Schriften
- Zur Staatslehre des Sozialismus und Bolschewismus. Heymann, Berlin 1928.
- Weimar – und was dann? Entstehung und Gegenwart der Weimarer Verfassung. Laub, Berlin 1930.
- Die Grenzen der Enteignung. De Gruyter, Berlin 1930.
- mit Georg Rusche: Punishment and Social Structure. Columbia University Press, New York 1939.
  - Sozialstruktur und Strafvollzug. Europäische Verlagsanstalt, Frankfurt am Main, Köln 1974.
  - erneut in: Otto Kirchheimer: Gesammelte Schriften. Band 3: Kriminologische Schriften, hrsg. v. Hubertus Buchstein und Lisa Klingsporn, Baden-Baden 2019, ISBN 978-3-8487-4733-7.
- Political Justice. The Use of Legal Procedure for Political Ends. Princeton University Press, Princeton 1961.
  - Politische Justiz. Verwendung juristischer Verfahrensmöglichkeiten zu politischen Zwecken. Aus dem Amerikanischen von Arcadius Rudolf Lang Gurland. Luchterhand, Neuwied 1965.
  - als Taschenbuch: Europäische Verlagsanstalt, Hamburg 1993, ISBN 3-434-46203-1.
- Politik und Verfassung. Suhrkamp, Frankfurt am Main 1964; Neuauflage 1981.
- Politische Herrschaft. Fünf Beiträge zur Lehre vom Staat. Suhrkamp, Frankfurt am Main 1967; Neuauflage 1981 (Aufsatzsammlung).
- Politics, Law and Social Change. Selected Essays of Otto Kirchheimer. New York, London 1969.
- Funktionen des Staats und der Verfassung. 10 Analysen. Suhrkamp, Frankfurt am Main 1972 (Aufsatzsammlung).
- Von der Weimarer Republik zum Faschismus. Die Auflösung der demokratischen Rechtsordnung. Suhrkamp, Frankfurt am Main 1976 (Aufsatzsammlung).

## Otto-Kirchheimer-Preis
Nach Otto Kirchheimer ist eine Auszeichnung für herausragende Arbeiten zum Thema Demokratie und Parteienforschung benannt. Der Preis wurde 2015 vom Ehepaar Gudrun Hotz-Friese und Harald Friese, ehemals Heilbronner Bürgermeister und Mitglied des Bundestages, gestiftet. Er wird alle zwei Jahre vom Förderverein Otto Kirchheimer-Preis e. V. auf Vorschlag eines Wissenschaftlichen Beirats in zeitlicher Nähe zum Todestag von Otto Kirchheimer in Heilbronn verliehen und ist mit 10.000 Euro dotiert. Erster Preisträger war Ulrich von Alemann.